# Jean-Marie Poirot
Jean-Marie Poirot (* 1945; † 1. Mai 2015) war ein französischer Skispringer.

## Werdegang
Poirot gab sein internationales Debüt bei der Vierschanzentournee 1963/64. Obwohl er nur die beiden Springen in Oberstdorf und Innsbruck bestritt und dabei nicht in die Top 70 sprang, beendete er die Tournee auf dem 67. Platz der Gesamtwertung. Bei der folgenden Vierschanzentournee 1964/65 sprang er sogar nur das Springen in Oberstdorf und dabei Rang 52 auf der Schattenbergschanze. Dies verschaffte ihm Rang 52 der Gesamtwertung was sein bestes Gesamtresultat der Karriere wurde.
Bei der Vierschanzentournee 1965/66 erreichte er auf der Großen Olympiaschanze in Garmisch-Partenkirchen mit Platz 51 das beste Tournee-Einzelresultat seiner aktiven Laufbahn. Die Tournee beendete er nach weiteren schwachen Leistungen wie bereits 1963/64 auf Rang 67. Trotz dieser eher schwachen Leistungen gehörte er zum Kader für die Nordischen Skiweltmeisterschaften 1966 in Oslo. Von der Normalschanze landete er nach Sprüngen auf 68 und 64 Metern auf dem 52. Platz. Von der Großschanze war er kurz zuvor bereits mit 67,5 und 62,5 Metern auf den 53. Platz gesprungen.
Bei der Vierschanzentournee 1966/67 bestritt Poirot erstmals alle vier Springen. Jedoch gelang ihm erneut nicht der Durchbruch. Nach Rang 57 in der Gesamtwertung bestritt er bei der folgenden Vierschanzentournee 1967/68 seine letzten internationalen Springen und schloss nach drei Springen die Tournee als 64. der Gesamtwertung ab.

## Erfolge

### Vierschanzentournee-Platzierungen
| Saison  | Platz | Punkte |
| ------- | ----- | ------ |
| 1963/64 | 67.   | 428,7  |
| 1964/65 | 52.   | 581,8  |
| 1965/66 | 67.   | 504,8  |
| 1966/67 | 57.   | 597,4  |
| 1967/68 | 64.   | 573,3  |